# Шоганъёган
Шоганъёган (устар. Шоган-Юган) — река в России, протекает по Ханты-Мансийскому АО. Устье реки находится в 122 км по левому берегу реки Вогулки. Длина реки — 85 км, площадь водосборного бассейна — 1360 км².

## Притоки
- 6 км: Ханшлонгсоим пр
- 11 км: река без названия лв
- 17 км: река без названия пр
- 23 км: река Охтсаръюган пр
- 24 км: река Лунхвешсоим лв
- 36 км: река Кусьусьёган пр
  - Хоптысоим пр
  - Ухтъюган пр
- Няръюган лв
- Патыинкъюган лв
- 85 км: Ай-Шоганъёган лв
- 85 км: Ун-Шоганъёган пр
  - Нярсоим
    - Ай-Нярсоим

## Данные водного реестра
По данным государственного водного реестра России относится к Нижнеобскому бассейновому округу, водохозяйственный участок реки — Северная Сосьва, речной подбассейн реки — Северная Сосьва. Речной бассейн реки — (Нижняя) Обь от впадения Иртыша.